# Bouhdila
Bouhdila är en ort i Marocko, en förort till Berkane. Den ligger i provinsen Berkane och regionen Oriental, 400 km öster om huvudstaden Rabat. Vid folkräkningen 2004 räknades orten som stad i landskommunen Zegzel och hade då 16 145 invånare.